# 関西経済連合会
公益社団法人関西経済連合会（かんさいけいざいれんごうかい、英語: Kansai Economic Federation）は、関西に本社または活動拠点を持つ主要企業・団体を会員とする公益社団法人である。略称は関経連（かんけいれん、Kankeiren）。大阪府大阪市北区中之島六丁目にある中之島センタービルに事務局を置く。

## 概説
1946年設立。1972年に、社団法人となる。歴代会長には東洋紡績、関西電力、住友金属工業（後に新日鐵住金→日本製鉄）、住友電気工業などのトップが名を連ねる。
2005年には、副会長にアートコーポレーションの寺田千代乃を迎え、財界の耳目を集めた。
会員企業の意見を取りまとめて国や自治体へ提言するほか、関西経済活性化に関連する調査研究を行う。また大阪商工会議所など主要経済団体および自治体などと連携し、関西経済圏における大規模プロジェクトや関西文化振興への推進・協力も行っている。機関誌として『経済人』を発行。

## 沿革
- 1946年10月 - 設立。
- 1970年10月 - 関西新国際空港推進協議会発足。
- 1972年5月 - 社団法人となる。
- 1979年3月 - 関西新国際空港建設促進協議会発足。
- 1980年 - ASEAN諸国訪問。
- 1983年3月 - 関西文化学術研究都市建設推進協議会発足。
- 1989年9月 - 大阪湾ベイエリア開発推進協議会発足。
- 1997年 - アイ・アイ・エス・ジャパン（新事業創出機構）発足。
- 1999年12月21日 - 関西ITS（Intelligent Transport System）推進協議会発足。
- 2009年5月 - 解散した関西経営者協会の事業等を承継。
- 2011年4月1日 - 公益法人制度改革に伴い、公益社団法人となる。
- 2019年4月5日 - アジア諸国と関西企業の連携を支援するアジア・ビジネス創出（ABC）プラットフォーム設立[1]。
- 2020年12月1日 - 令和2年度外務大臣表彰を受賞[2][3]。

## 歴代会長
※出典：
| 代数 | 氏名       | 所属企業     | 在任期間      |
| ---- | ---------- | ------------ | ------------- |
| 初代 | 関桂三     | 東洋紡績     | 1946-1947年   |
| 2代  | 飯島幡司   | 朝日放送     | 1947-1949年   |
| 3代  | 中橋武一   | 大阪建物     | 1949-1951年   |
| 4代  | 関桂三     | 東洋紡績     | 1951-1956年   |
| 5代  | 太田垣士郎 | 関西電力     | 1956-1961年   |
| 6代  | 阿部孝次郎 | 東洋紡績     | 1961-1966年   |
| 7代  | 芦原義重   | 関西電力     | 1966-1977年   |
| 8代  | 日向方齊   | 住友金属工業 | 1977-1987年   |
| 9代  | 宇野収     | 東洋紡績     | 1987-1994年   |
| 10代 | 川上哲郎   | 住友電気工業 | 1994-1997年   |
| 11代 | 新宮康男   | 住友金属工業 | 1997-1999年   |
| 12代 | 秋山喜久   | 関西電力     | 1999-2007年   |
| 13代 | 下妻博     | 住友金属工業 | 2007-2011年   |
| 14代 | 森詳介     | 関西電力     | 2011年-2017年 |
| 15代 | 松本正義   | 住友電気工業 | 2017年-       |